# Montpellier HSC
Montpellier Hérault Sport Club – francuski klub piłkarski, założony w 1919 roku, mający siedzibę w mieście Montpellier. W sezonie 2011/12 zdobywca mistrzostwa Francji. 2-krotny zdobywca Pucharu Francji.

## Historia
Klub Montpellier został założony w 1919 roku. Obecnie gra w Ligue 2. W sezonie 2011/2012 Montpellier wywalczyło swój pierwszy, historyczny tytuł mistrza Francji.

## Sukcesy
- Mistrzostwo Ligue 1: 2012
- Mistrzostwo Ligue 2: 1946, 1961, 1987, 2009
- Wicemistrzostwo Ligue 2: 1952, 1981
- Mistrzostwo DH Sud-Est: 1928, 1932, 1976
- Puchar Francji: 1929 (jako SO Montpellier), 1990
- Finalista Pucharu Francji: 1931 (jako SO Montpellier), 1994, 2011
- Zwycięstwo w Pucharze Intertoto: 1999

## Rekordy klubu
- Najwyższa frekwencja:	26,735 – Lyon (11 lut 2012)
- Najwyższe ligowe zwycięstwo u siebie:	Montpellier HSC 6:0 Amiens SC (28 lis 2009)
- Najwyższa porażka u siebie w lidze:	Montpellier HSC 1:4 ES Troyes AC (19 sie 2009)
- Najwyższa ligowa wygrana na wyjeździe:	AC Ajaccio 0:4 Montpellier HSC (14 lis 2009)
- Najwyższa ligowa porażka na wyjeździe:	SC Bastia 5:1 Montpellier HSC (22 sie 2009)
- Najwyższe zwycięstwo w pucharze:	Nantes 0:3 Montpellier HSC (10 sty 2011)
- Najwyższa porażka w pucharze:	Montpellier HSC 0:3 Lyon (1 mar 2011)
- Najwyższy wynik w meczu ligowym:	Montpellier HSC 7:3 Nîmes Olympique (25 lip 2009)
- Najwyższy wynik w meczu pucharowym:	Montpellier HSC 3:2 Grenoble Foot 38 (15 mar 2010)
- Największa liczba wygranych spotkań z rzędu:	6 – 9 cze 2010 do 26 cze 2010
- Najwięcej meczów ligowych z rzędu bez porażki:	10 – 13 mar 2010 do 14 kwi 2010

## Obecny skład
Stan na 25 września 2021
| Nr | Poz. | Piłkarz         |
| -- | ---- | --------------- |
| 1  | BR   | Jonas Omlin     |
| 2  | OB   | Arnaud Souquet  |
| 3  | OB   | Mamadou Sakho   |
| 5  | OB   | Pedro Mendes    |
| 6  | PO   | Junior Sambia   |
| 7  | OB   | Mihailo Ristić  |
| 8  | OB   | Ambroise Oyongo |
| 9  | NA   | Valère Germain  |
| 10 | NA   | Stephy Mavididi |
| 11 | PO   | Téji Savanier   |
| 12 | PO   | Jordan Ferri    |
| 13 | PO   | Joris Chotard   |
| 14 | OB   | Maxime Estève   |

| Nr | Poz. | Piłkarz                                  |
| -- | ---- | ---------------------------------------- |
| 16 | BR   | Dimitry Bertaud                          |
| 17 | OB   | Thibault Tamas                           |
| 18 | PO   | Léo Leroy                                |
| 20 | NA   | Yanis Guermouche                         |
| 21 | NA   | Elye Wahi                                |
| 22 | OB   | Mathías Suárez                           |
| 23 | NA   | Nicholas Gioacchini (wypożyczony z Caen) |
| 25 | PO   | Florent Mollet                           |
| 26 | OB   | Matheus Thuler (wypożyczony z Flamengo)  |
| 28 | NA   | Béni Makouana                            |
| 30 | BR   | Matis Carvalho                           |
| 31 | OB   | Nicolas Cozza                            |
| 32 | NA   | Petar Škuletić                           |

### Piłkarze na wypożyczeniu
| Nr | Poz. | Piłkarz                                      |
| -- | ---- | -------------------------------------------- |
|    | OB   | Clément Vidal (w Ajaccio do 30 czerwca 2022) |

| Nr | Poz. | Piłkarz |
| -- | ---- | ------- |

## Europejskie puchary
Legenda do wszystkich tabel:
- Q – runda eliminacyjna, 1/16, 1/8, 1/4, 1/2 – odpowiednia faza rozgrywek, Grupa – runda grupowa, 1r gr – pierwsza runda grupowa, 2r gr – druga runda grupowa, F – finał, R – runda, PO – play-off
- k. – rzuty karne, los. – losowanie, Dogr. – dogrywka, w. – zasada bramek strzelonych na wyjeździe

| Sezon     | Rozgrywki                 | Runda    | Przeciwnik          | Dom | Wyjazd | Ogólnie     |
| --------- | ------------------------- | -------- | ------------------- | --- | ------ | ----------- |
| 1988/89   | Puchar UEFA               | 1R       | SL Benfica          | 0–3 | 1–3    | 1–6         |
| 1990/91   | Puchar Zdobywców Pucharów | 1R       | PSV Eindhoven       | 1–0 | 0–0    | 1–0         |
| 1990/91   | Puchar Zdobywców Pucharów | 1/8      | Steaua Bukareszt    | 5–0 | 3–0    | 8–0         |
| 1990/91   | Puchar Zdobywców Pucharów | 1/4      | Manchester United   | 0–2 | 1–1    | 1–3         |
| 1996/97   | Puchar UEFA               | 1R       | Sporting CP         | 1–1 | 0–1    | 1–2         |
| 1997      | Puchar Intertoto          | Grupa 10 | FC Groningen        | 3–0 |        | 1. miejsce  |
| 1997      | Puchar Intertoto          | Grupa 10 | FK Čukarički        | 3–1 |        | 1. miejsce  |
| 1997      | Puchar Intertoto          | Grupa 10 | Gloria Bystrzyca    |     | 2–1    | 1. miejsce  |
| 1997      | Puchar Intertoto          | Grupa 10 | Spartak Warna       |     | 1–1    | 1. miejsce  |
| 1997      | Puchar Intertoto          | 1/2      | 1. FC Köln          | 1–0 | 1–2    | 2–2, w.     |
| 1997      | Puchar Intertoto          | F        | Olympique Lyon      | 0–1 | 2–3    | 2–4         |
| 1999      | Puchar Intertoto          | 2R       | Qarabağ Ağdam       | 6–0 | 3–0    | 9–0         |
| 1999      | Puchar Intertoto          | 3R       | RCD Espanyol        | 2–1 | 2–0    | 4–1         |
| 1999      | Puchar Intertoto          | 1/2      | MSV Duisburg        | 3–0 | 1–1    | 4–1         |
| 1999      | Puchar Intertoto          | F        | Hamburger SV        | 1–1 | 1–1    | 2–2, k: 3–0 |
| 1999/2000 | Puchar UEFA               | 1R       | FK Crvena zvezda    | 2–2 | 1–0    | 3–2         |
| 1999/2000 | Puchar UEFA               | 2R       | Deportivo La Coruña | 0–2 | 1–3    | 1–5         |
| 2010/11   | Liga Europy               | 3Q       | Győri ETO FC        | 0–1 | 1–0    | 1–1, k: 3–4 |
| 2012/13   | Liga Mistrzów             | Grupa B  | FC Schalke 04       | 1–1 | 2–2    | 4. miejsce  |
| 2012/13   | Liga Mistrzów             | Grupa B  | Arsenal             | 1–2 | 0–2    | 4. miejsce  |
| 2012/13   | Liga Mistrzów             | Grupa B  | Olympiakos SFP      | 1–2 | 1–3    | 4. miejsce  |